# センイ・ジヤァナル
センイ・ジヤァナルは、繊維の中でも特にニット（編み物）製品の情報を中心に扱う専門新聞。本社は大阪にあり、東京と名古屋に支社があった。週3日、月・水・金に新聞を発行していた。

## 沿革
- 1946年1月、兵庫県西宮市を本社において編織ジャーナル社として創業。週刊誌「編織ジャーナル」を発行を開始する。 翌年、大阪市に移転「メリヤス週報」と改題、続刊する。
- 1949年4月に、 全国主要ニット生産・流通・関連業者を株主として、株式会社センイ・ジヤァナルを設立、「メリヤス週報」を続刊する。
- 1953年、「メリヤス週報」を「センイ・ジヤァナル」と改称し、1971年から「センイ・ジヤァナル」を週3回発行体制になった。
- 1995年4月、入江敦彦の英国に関するエッセ集「英国の裾　英国の袂」を出版。「センイ・ジヤァナル」紙上で連載していたものを１冊にまとめたもので、入江のデビュー作となる。
- 1998年５月、インナーウエア、レッグウエア（靴下類）の専門誌「INTIMO」（インティモ）創刊。
- 2010年11月29日付けで廃刊[1]。
- 2011年2月7日、大阪地方裁判所で破産手続開始決定、破産管財人は弁護士法人淀屋橋・山上合同の渡邊徹弁護士、財産状況報告集会は2011年5月13日に実施された。